# Олга Лазова
Олга Лазова (на сръбски: Олга Лазова, на македонска литературна норма: Олга Лазова) е видна юристка от Северна Македония, член на Конституционния съд на страната от 1994 до 2003 година.

## Биография
Родена е в 1938 година във Феризово (Урошевац), тогава в Кралство Югославия. По произход е сръбкиня. Завършва Юридическия факултет на Скопския университет в 1961 година. Работи като стажант в Основния съд в Скопие. Полага правосъден изпит в 1965 година и в 1966 година е избрана за съдия в Основния съд в Скопие. В 1971 година се мести в Окръжния стопански съд в Скопие. В 1973 година е избрана за съдия в Стопанския съд на Македония. Съдия е във Върховния съд на Република Македония. От 1994 до 2003 година е конституционна съдийка.
Умира в 2014 година.